# Circonscription de Dembi
La circonscription de Dembi est une des 177 circonscriptions législatives de l'État fédéré Oromia, elle se situe dans la Zone Illubabor. Son représentant actuel est Bedru Mehamednur Abafogi.